# Пэйтон, Алан
Алан Стюарт Пэйтон (англ. Alan Stewart Paton; 11 января 1903, Питермарицбург — 12 апреля 1988, Дурбан) — южноафриканский писатель и либеральный политик британского происхождения, активист движения против апартеида.

## Происхождение
Родился в южноафриканской провинции Натал в семье мелкого чиновника, выходца из Великобритании. Отец Алана, несмотря на английское происхождение, придерживался жёстких бурских принципов, отличался авторитарностью, расистскими взглядами, был склонен к рукоприкладству. С детства Алан Пэйтон проникся отвращением к насилию и расизму.
Алан Пэйтон окончил Университет Натал, получил специальность педагога. Работал учителем. Увлекался английской литературой, особенно Диккенсом, Скоттом и Бруком. Начал писать сам.

## Служба в пенитенциарной системе
В 1935 году Алан Пэйтон получил должность начальника колонии для чернокожих несовершеннолетних преступников. Занимал этот пост почти полтора десятилетия, до 1949. Смягчил и гуманизировал порядки в колонии — переселил заключённых из бараков в общежития, разрешил выходы в город на вольные работы и отпуска, частые встречи с родными. Из примерно 10 тысяч человек, получивших льготы, лишь менее пятисот использовали их для побега.
В 1946 Пэйтон совершил за свой счёт путешествие по Швеции, Норвегии и США, где изучал опыт мест заключения.
Служебный опыт Пэйтона впоследствии отразился в его литературных произведениях.

## Политическая деятельность
Алан Пэйтон принадлежал к той части белой общины Южной Африки, которая выступала за расовое равноправие. С 1948 он решительно выступал против апартеида и примкнул к политической оппозиции правительству африканерской Национальной партии.
В 1953 Пэйтон основал и возглавил Либеральную партию Южной Африки (LPSA), объединившую сторонников многорасовой демократии. Выступал в защиту Нельсона Манделы и других обвиняемых на процессе в Ривонии. Сотрудничал с Лоренсом ван дер Постом.
Большинство членов партии были, как и сам Пэйтон, белыми англоафриканцами. Однако некоторые активисты принадлежали к чернокожему большинству населения. На этом основании — запрет многорасовых политических организаций — LPSA была принудительно распущена властями в 1968.
Пэйтон принимал участия в акциях протеста против апартеида и подвергался административным преследованиям.
В последние годы жизни Пэйтон занимал более консервативные позиции, что можно понять как предвидение опасных потрясений, надвигавшихся на Южную Африку во второй половине 1980-х. В то же время он оставался решительным противником апартеида, сторонником демократических преобразований.

Человек создан не затем, чтобы пресмыкаться перед государством.

Алан Пэйтон

## Литературные произведения
Свою первую книгу Cry, The Beloved Country (Плачь, любимая страна) Алан Пэйтон написал в 1946 в норвежском Тронхейме, во время своего европейского путешествия, и опубликовал в 1948 году. Именно после выхода антирасистского романа Пэйтон вынужден был оставить госслужбу. Книга несколько раз переиздавалась, была продана в количестве до 15 миллионов экземпляров, послужила основой бродвейского мюзикла Lost in the Stars (Потерянные в звёздах) Максвелла Андерсона и Курта Вайля.
Романы Too Late the Phalarope (Поздний плавунчик), Ah, But Your Land Is Beautiful (Ах, но ваша земля прекрасна), Save the Beloved Country (Спасти любимую страну), сборник рассказов Tales From a Troubled Land (Сказки несчастной земли) также поднимали темы расизма и борьбы против него. Роман «Ah, But Your Land Is Beautiful» основан на литературном переложении реальных общественно-политических событий, в нём фигурируют такие персонажи, как Альберт Лутули и Хендрик Фервурд.
Всего за шестьдесят лет — с 1948 по 2008 издано более двадцати литературно-художественных и литературно публицистических произведений Алана Пэйтона. Ему принадлежат биографии известных южноафриканских деятелей — африканерского учёного Яна Хендрика Хофмейера и англиканского епископа Джеффри Клайтона, а также этнографические путевые заметки о пребывании в Калахари.
На русском языке в сборнике Пароль: «Свобода!» (1977) опубликованы рассказы Пэйтона Спайк и Ха-пенни, в сборнике Называй меня «миссис» (1978) — рассказы Дебби, уходи домой и Глоток вина в коридоре. 
Рассказ «Спайк», написанный по материалам службы в колонии, повествует об убийстве бандитами-неграми порвавшего с криминалом негритянского юноши, которого Пэйтону и его коллегам не удалось спасти. Характерна концовка с похорон погибшего:

Здесь нельзя было белому человеку надеть мантию силы и власти, потому что эта смерть вскрыла их ложность.

## Память
Алан Пэйтон скончался в возрасте 85 лет менее чем за год до начала демонтажа апартеида.
С 1989 года в ЮАР учреждена ежегодная литературная премия имени Алана Пэйтона. Лауреатами становились Нельсон Мандела, Ронни Касрилс, Брейтен Брейтенбах, Антье Крог, Энтони Сэмпсон, Иван Владиславич.
В 2006 году президент ЮАР Табо Мбеки посмертно наградил Алана Пэйтона золотой медалью Икаманга, вручаемой за достижения в области культуры.
Алан Пэйтон официально причислен к идейно-политическим авторитетам Либерального Интернационала, посвящённый ему кристалл включён в Зал свободы ЛИ в пещере в леднике Алеч.
Многие высказывания Алана Пэйтона превратились в крылатые фразы и цитируются как философские слоганы.

Бог прощает нас… Кто я такой, чтобы не прощать?